# Pensées d'une nuit calme

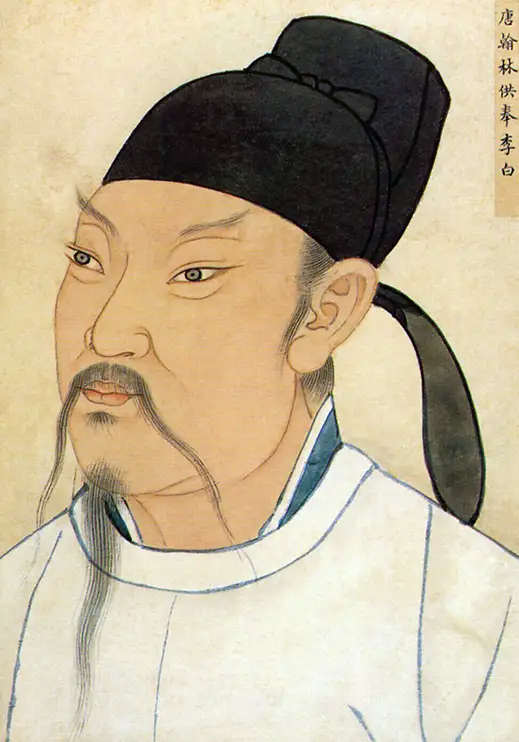
Li Bai

Pensées d'une nuit calme (en chinois : 靜夜思) est un célèbre poème écrit par le poète de la dynastie Tang Li Bai (également connu sous le nom de Li Bo ou Li Po).

## Texte
Le texte ci-dessous est une version datant de la dynastie Qing, avec une prononciation donnée en mandarin. C'est ainsi qu'il est enseigné aux enfants des écoles taïwanaises et chinoises.
| 《靜夜思》 (Chinois traditionnel)           | 《静夜思》 (Chinois simplifié)              | "Jìng yè sī" (Pinyin)                                                               | Pensées d'une nuit calme (Traduction française de Jacques Rancourt)                                                                                               |
| ------------------------------------------- | ------------------------------------------- | ----------------------------------------------------------------------------------- | --- |
| 床前明月光 疑是地上霜 舉頭望明月 低頭思故鄉 | 床前明月光 疑是地上霜 举头望明月 低头思故乡 | Chuáng qián míngyuè guāng Yí shì dìshang shuāng Jǔtóu wàng míngyuè Dītóu sī gùxiāng | Devant le lit brille le clair de Lune ou c'est peut-être le givre sur le sol On lève la tête et regarde luire la Lune On baisse la tête et pense à son pays natal |

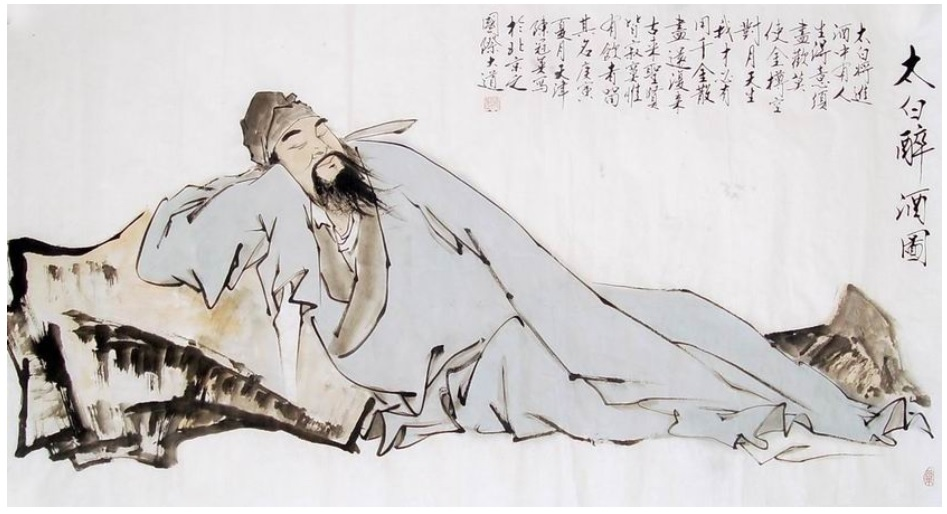
Une peinture représentant Li Bai et sa poésie

## Autour du poème
Li s'est inspiré pour ce poème de ses expériences personnelles en tant qu'érudit confucianiste détaché de sa ville natale. À l'époque de la Chine impériale, les érudits et les artisans affiliés à la cour étaient souvent détachés de leur ville natale pendant de longues périodes dans le cadre de leurs devoirs et de leur loyauté en tant que courtisans ou dignes sujets de l'empereur de Chine. Alors qu'il était attendu dans le rituel confucéen traditionnel de rester un sujet fidèle à l'empereur et de se conformer à ses souhaits, la piété filiale constituait également l'un des fondements de la pensée confucéenne et soulignait l'importance d'embrasser et d'honorer son ascendance et ses racines. De fait, le poème fait allusion à la lune d'août et donc à la Fête de la Mi-Automne. La Fête de la Mi-Automne est une fête très importante dans la culture chinoise en raison de son adhésion aux valeurs familiales chinoises et est traditionnellement associée à la réunion de famille. Li déplore donc l'impossibilité du regroupement familial en raison de l'importance de l'édit impérial, tout en soulignant l'importance de valoriser son origine même dans l'impossibilité du regroupement.
Le poème est l'un des poèmes shi de Li, structuré comme un seul quatrain en vers réglementés de cinq caractères avec un simple schéma de rimes AABA (au moins dans son dialecte chinois moyen d'origine ainsi que dans la majorité des dialectes chinois contemporains). Il est court et direct, conformément aux lignes directrices de la poésie shi, et ne peut pas être conçu comme un poème purement personnel, mais comme un poème accessible à tous ceux qui sont détachés de leur ville natale par obligation. Par conséquent, contrairement au gushi plus long et plus libre de Li Bai, ce poème-ci est vague, mais exprime la solennité et le désir à travers une combinaison de ses images nocturnes et de sa forme épurée.

## Héritage
Depuis sa conception sous la dynastie Tang, Pensées d'une nuit calme reste l'un des poèmes les plus célèbres et les plus mémorables de Li Bai. Il est présenté dans des anthologies de poésie chinoise classique telles que les Trois cents poèmes Tang et est couramment enseigné dans les écoles de langue chinoise dans le cadre des programmes de littérature chinoise. Il est également couramment enseigné comme l'une des premières œuvres de poésie chinoise dans l'éducation des jeunes en raison de sa relative simplicité et de son utilisation simple mais efficace de l'imagerie pour provoquer les valeurs confucéennes fondamentales.